# Ormaniçi, Maçka
Ormaniçi là một xã thuộc huyện Maçka, tỉnh Trabzon, Thổ Nhĩ Kỳ. Dân số thời điểm năm 2011 là 84 người.